# Pentangle

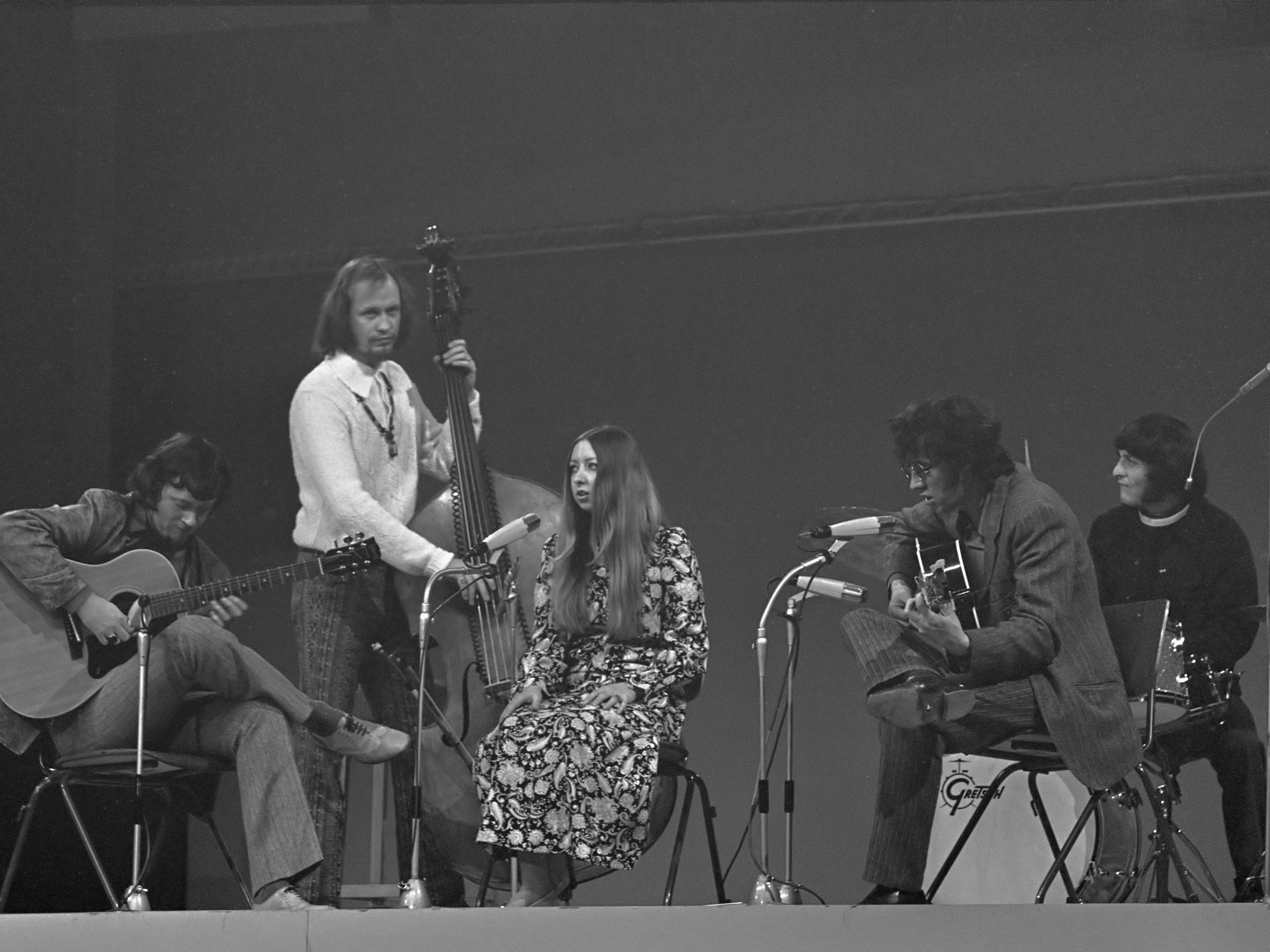
Pentangle (1969)

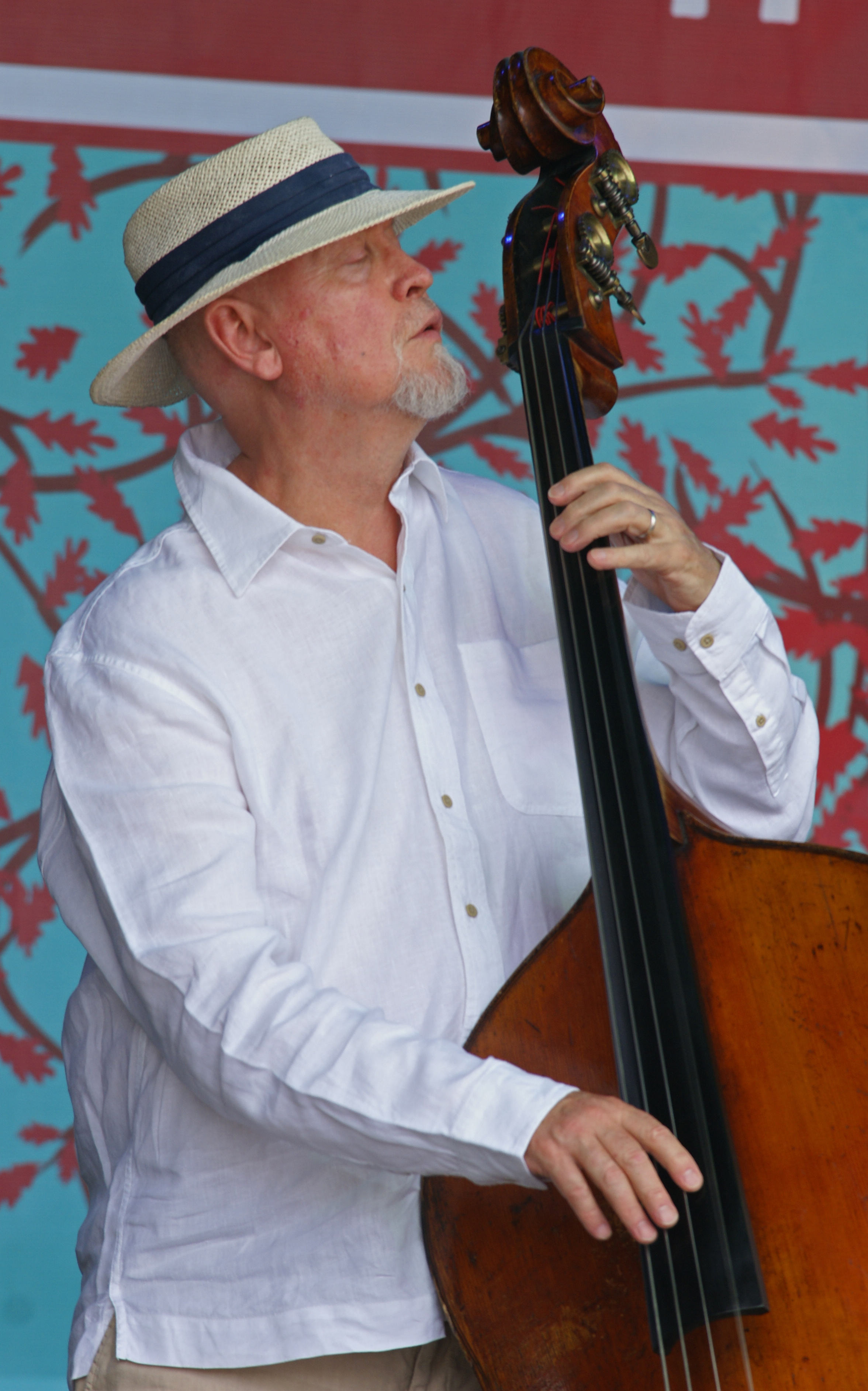
Danny Thompson op het Oak Festival in Hatfield House, in 2008

Pentangle (of The Pentangle) was een Britse folkrockband met jazz-invloeden.

## Geschiedenis
De originele band was eind jaren zestig en begin jaren zeventig actief en in een latere samenstelling zijn zij actief sinds begin jaren tachtig. De originele bezetting, die ongewijzigd was gedurende de eerste samenstelling (1967-1973), was: Jacqui McShee (zang), John Renbourn (gitaar), Bert Jansch (gitaar), Danny Thompson (contrabas) en Terry Cox (drums).
In 2007 waren de oorspronkelijke leden van de band herenigd om een Lifetime Achievement Award bij de BBC Radio 2 Folk Awards te ontvangen en voor het opnemen van een kort concert, dat werd uitgezonden door BBC-radio. De prijs werd uitgereikt door David Attenborough. Producer John Leonard zei: "Pentangle was een van de invloedrijkste groepen uit de 20e eeuw". In 2007 kreeg Jansch een eredoctoraat voor muziek uitgereikt door de Universiteit van Edinburgh Napier "als erkenning voor zijn uitzonderlijke bijdrage aan de Britse muziekindustrie". In juni 2008 maakte de band, bestaande uit alle vijf de oorspronkelijke leden, een 12-daagse tournee door het Verenigd Koninkrijk.
De leden van Pentangle waren allen vakmensen op hun eigen gebied. Jacqui McShee was jazz-zangeres met haar zus voordat zij bij Pentangle kwam. Bert Jansch en John Renbourn waren de virtuoze gitaristen. Danny Thompson bracht de muziek een stevige jazzy bas. Terry Cox was een vakkundig drummer wiens spel als een klokkenspel klonk.
De bezetting van Pentangle in de late jaren negentig was enigszins afwijkend van de originele groep – het enige overgebleven lid van de originele band was Jacqui McShee. De groep heette daarom ook Jacqui McShee's Pentangle, met toestemming van de originele bandleden.

## Discografie

### Albums
- The Pentangle (1968)
- Sweet Child (1968)
- Basket of Light (1969)
- Cruel Sister (1970, GB)
- Reflection (1971)
- Solomon's Seal (1972)

2e incarnatie
- Open the Door (1985)
- In the Round (1986)
- So Early in the Spring (1989)
- Think of Tomorrow (1991)
- One More Road (1993)
- Live 1994 (1995)

Jacqui McShee's Pentangle
- Passe Avant (1998)
- Feoffees' Lands (2005)

### Singles
- "Travellin' Song"/"Mirage"  (1968)  GB  S  BigT  B1G109
- "Let No Man Steal Your Thyme"/"Way Behind The Sun" (1968) Reprise 0784
- "Once I Had a Sweetheart"/"I Saw an Angel" (1969) Transatlantic BIG124 UK #46
- "Light Flight"/"Cold Mountain"  (1970) Transatlantic BIG128 UK #43
- "Light Flight"/"Cold Mountain"  (1970) UK #45—re-entry
- "Play the Game"/"Saturday Movie" (1986) UK Making Waves SURF 107
- "Set Me Free"/"Come to Me Easy" (1986) UK Making Waves SURF 121

### Compilaties
- This is Pentangle (1971)
- History Book (1972)
- Pentangling (1973)
- The Pentangle Collection (1975)
- Anthology (1978)
- At Their Best (1983)
- Essential Vol 1 (1987)
- Essential Vol 2 (1987)
- Collection (1988)
- A Maid That's Deep In Love (1989)
- Early Classics (1992)
- Anniversary (1992)
- People on the Highway, 1968–1971 (1992)
- Light Flight (1997)
- The Pentangle Family (2000)
- Light Flight: The Anthology (2001)
- Pentangling: The Collection (2004)
- The Time Has Come (2007)

### Dvd's
- Pentangle: Captured Live (2003)
- Jacqui McShee: Pentangle in Concert (2007)
- Folk Rock Legends (Steeleye Span and Pentangle) (2003)